# Rio Santa Joana
Rio Santa Joana är ett vattendrag i Brasilien.   Det ligger i delstaten Espírito Santo, i den sydöstra delen av landet, 900 km sydost om huvudstaden Brasília.
Omgivningen kring Rio Santa Joana är huvudsakligen savann. Området är ganska tätbefolkat, med 93 invånare per kvadratkilometer.